# Mijo Caktaš
Mijo Caktaš (Split, 8. svibnja 1992.) hrvatski je nogometaš koji igra na poziciji napadačkog veznog. Trenutačno igra za turski Kocaelispor.

## Karijera
Prva službena utakmica za Hajduk je bila u prvenstvu Hrvatske 25. veljače 2012. godine protiv Istre 1961.
Iz Hajduka je početkom 2016. otišao u ruski Rubin Kazan. S ruskim klubom raskinuo je ugovor u siječnju 2018. godine i vratio se u Hajduk. Za Rubin je u 38 ligaških nastupa upisao pet pogodaka i šest asistencija.
U srpnju 2018. godine, Caktaš je u pobjedi (1:0) nad Slavijom iz Sofije upisao svoj jubilarni 150. nastup u "bilom" dresu.
U sezoni 2018./2019., Caktaš je završio kao najbolji strijelac lige sa 19 pogodaka. Drugi najbolji strijelac među svim veznjacima u Europi, odmah iza veznjaka Sportinga Brune Fernandesa. Isto tako, osvojio je i nagradu Žuta majica Sportskih novosti za najboljeg igrača lige te sezone.
Sljedeće sezone nastavio je istim tempom i završio ponovno kao najbolji strijelac lige sa 20 pogodaka, uz Antonija Mirka Čolaka i Mirka Marića. Ipak, nagrada za najboljeg strijelca pripala je napadaču Rijeke, Antoniju Mirku Čolaku zbog manje provedenih minuta na terenu.
Caktaš je u srpnju 2021. godine, napustio Poljud i potpisao dvogodišnji ugovor sa saudijskim prvoligašem Damacom. U siječnju 2022. godine, Caktaš je odlučio raskinuti ugovor sa saudijskim klubom i postati slobodan igrač.
Dana 21. siječnja 2022. godine, Caktaš se vratio u HNL i potpisao za prvoligaša Osijek.

## Reprezentacija
Nastupao je u nekoliko mlađih uzrasta za reprezentaciju, a prvi poziv za seniorsku A reprezentaciju dobiva u kolovozu 2015. godine zahvaljujući svojoj sjajnoj formi na početku sezone. Caktaš je debitirao za Hrvatsku u prijateljskoj utakmici protiv Tunisa u lipnju 2019. godine. U tom susretu je u 63. minuti ušao kao zamjena za Andreja Kramarića.

## Statistike
Statistika u Hajduku
| Natjecanje        | Nastupi | Zgoditci |
| ----------------- | ------- | -------- |
| Prvenstvo         | 185     | 81       |
| Kup               | 22      | 6        |
| Superkup          | 1       | 1        |
| Međunarodne       | 27      | 10       |
| Splitski podsavez | 0       | 0        |
| Ukupno            | 236     | 98       |
| Prijateljske      | 57      | 18       |
| Sveukupno         | 293     | 116      |

## Priznanja

### Individualna
- Najbolji strijelac 1. HNL (1): 2018./19.
- Žuta majica Sportskih novosti (1): 2018./19.

### Klupska
HNK Hajduk Split
- Hrvatski nogometni kup (1): 2012./13.

## Vanjske poveznice
- Profil na soccerway.com (engl.)
- Profil na transfermarkt.de (engl.)